# Liste der Oberbürgermeister von Regensburg
Die Ersten Bürgermeister beziehungsweise Oberbürgermeister der Stadt Regensburg seit 1818:
- 1818–1828: Johann Karl Martin Mauerer
- 1828–1832: Sigmund Maria Edler von Eggelkraut
- 1832–1835: Friedrich Brügel
- 1836–1848: Gottlieb Freiherr von Thon-Dittmer
- 1849–1856: Georg Satzinger
- 1856–1868: Friedrich Schubarth
- 1868–1903: Oskar von Stobäus
- 1903–1910: Hermann Geib
- 1910–1910: Alfons Auer
- 1910–1914: Otto Geßler (DDP)
- 1914–1920: Josef Bleyer
- 1920–1933: Otto Hipp (BVP)
- 1933–1945: Otto Schottenheim (NSDAP)
- 1945–1946: Gerhard Titze (SPD)
- 1946–1948: Alfons Heiß
- 1948–1952: Georg Zitzler (CSU)
- 1952–1959: Hans Herrmann (CSU)
- 1959–1978: Rudolf Schlichtinger (SPD)
- 1978–1990: Friedrich Viehbacher (CSU)
- 1990–1996: Christa Meier (SPD)
- 1996–2014: Hans Schaidinger (CSU)
- 2014–2020: Joachim Wolbergs (bis 2019 SPD; seit 2017 vorläufig vom Dienst suspendiert[1])
- seit 1. Mai 2020: Gertrud Maltz-Schwarzfischer (SPD)